# Johann Georg Hiltensperger

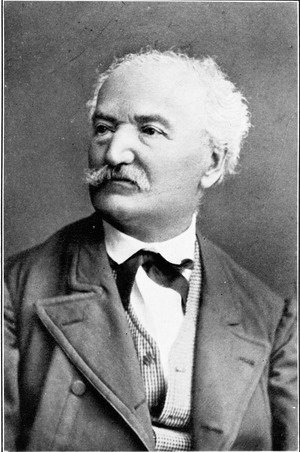
Johann Georg Hiltensperger.

Johann Georg Hiltensperger, född den 21 februari 1806 vid Kempten, död den 13 juni 1890 i München, var en tysk målare.
Hiltensperger studerade under Cornelius i Düsseldorf och München, där han prydde bland annat kungliga slottet med fresker. Bilderna ur Aristofanes komedier (efter Schwanthalers utkast) anses vara hans koloristiskt bästa arbeten. Hiltensperger blev 1850 professor vid konstakademien i München.